# Костино (Курманаєвський район)
Ко́стино (рос. Костино) — село у складі Курманаєвського району Оренбурзької області, Росія.

## Населення
Населення — 612 осіб (2010; 735 у 2002).
Національний склад (станом на 2002 рік):
- росіяни — 85 %